# 延平路 (元朝)
延平路，中国元朝时设置的路。
大德六年（1302年），改南剑路置，治所在南平县（今福建省南平市延平区），属江浙等处行中书省福建道宣慰司。辖境相当今福建省南平市和沙、金两溪中下游及尤溪流域。至正二十四年（1364年），于延平路置延平分省，以陈友定为平章政事。明洪武元年（1368年），改为延平府。境内负山阻水，形势险要，古有“铜延平”之称。